# المتحف الأمريكي الإفريقي في ولاية أيوا
المتحف الأمريكي الأفريقي في ولاية أيوا (بالإنجليزية: African American Museum of Iowa)‏ (يُشار إليه اختصارًا: AAMI)؛ يقع على طول نهر سيدار بالقرب من وسط مدينة سيدار رابيدز بولاية أيوا في الولايات المتحدة. يهدف إلى تثقيف الجمهور حول تراث وثقافة الأمريكيين من أصول إفريقية وذلك منذ تأسيسه كمنظمة في عام 1994.
أصبح المورد التعليمي الرائد في تاريخ الأمريكيين من أصل أفريقي في ولاية آيوا ولديه معرضان في الموقع: معرض دائم يسمى «إمكانيات لا نهاية لها»، ومعرض مؤقت تحت عنوان «إذا كانت الكائنات تستطيع أن تتحدث»، إضافة إلى أن المتحف يحتوي على العديد من «المعارض المتنقلة» المتوفرة مجانًا للاستخدام من قبل المدارس والمكتبات والشركات وما إلى ذلك.
في عام 2011، زار المتحف أكثر من 52000 شخص، وقدم جولات وبرامج تعليمية لجميع الأعمار، وفعاليات خاصة، ومعسكر صيفي وأكثر من ذلك بكثير في جميع أنحاء ولاية أيوا.

## التاريخ
بدأ المتحف الأمريكي الأفريقي في عام 1994 بمساهمة من مجموعة صغيرة من الكنيسة المعمدانية التبشيرية، بهدف الحفاظ على تراث الأمريكيين الأفارقة في ولاية أيوا وذلك احتفالًا بشهر التاريخ الأسود. في ذلك العام تم تأسيس مؤسسة التراث الأمريكي الإفريقي في أيوا كمنظمة غير ربحية.
بعد أربع سنوات وفي عام 1998، استأجرت المؤسسة أول موظف بدوام كامل وهو جوزيف ماكجيل الذي شغل منصب المدير التنفيذي. في عام 2000، افتتح متحف مؤقت في مول ويستديل، وفي أبريل 2002 بدأ البناء المتحف على مساحة جديدة تبلغ 17000 متر مربع كمنشأة حديثة على طول نهر Cedar.
في مايو 2003، عين توماس مور مديرا تنفيذيا مؤقتا للمتحف غلى أن عين رسميا في نوفمبر من العام نفسه. كان الافتتاح الكبير للمتحف في 19 سبتمبر 2003 حيث سلط الضوء على تاريخ الأفارقة في الولاية.
في العام التالي أنشأ صندوق أوقاف للمتحف وكذلك تم افتتاح قسم إفريقيا الجديد في المعرض الدائم. بدأ المتحف بإستقبال الجمهور من غرب إفريقيا، حيث مروا من خلال «باب اللا عودة» ودخلوا سفينة عبيد لتجربة الممر الأوسط الشهير من إفريقيا إلى الولايات المتحدة.
تم إنشاء فصول المتحف في ثمانية مجتمعات عبر ولاية آيوا في عام 2006، وفي عام 2007 تلقى المتحف منحة من معهد خدمات المتاحف والمكتبات (IMLS) لتوظيف وتدريب اثنين من الموظفين لتنسيق برنامج الفصل. في وقت لاحق من نفس العام، تلقى المتحف منحة ثانية من (IMLS) لإجراء مشروع تاريخ شفوي على مستوى الولاية بعنوان أصوات الكبار - عيون الأطفال. درب هذا المشروع مجموعات من الشباب من ولاية ايوا لإجراء تاريخ شفهي في مجتمعاتهم. سجلت هذه الجلسات أحداثًا مهمة حيث أثارت شغفًا بالتاريخ بين الشباب الأمريكيين من أصل أفريقي.
دمر فيضان آيوا عام 2008 المتحف، حيث أصيب الطابق الأول الذي كان يحتوي على مكاتب الموظفين إضافة إلى تضرر متجر الهدايا وقاعة الاستئجار والمعارض. وصل منسوب المياه في المتحف إلى 5.5 قدم من المياه الراكدة. تسببت هذه الكارثة الطبيعية في أضرار جسيمة للمبنى كما تضررت نصف القطع الأثرية في المتحف مما استلزم إصلاحات بقيمة 1,3 مليون دولار.
في 17 يناير 2009 أعيد فتح المتحف للجمهور، حيث تم إجراء تجديدات للمباني وإصلاحات لبعض القطع الأثرية، إضافة إلى تجديد المعرض المؤقت الجديد الذي حمل اسم لا توجد طرق تؤدي إلى بوكستون. كما تم افتتاح معرض دائم جديد، إمكانيات لا نهاية لها، في 15 ديسمبر 2009 ويستخدم الصور الفوتوغرافية والأشياء والقصص والوسائط المتعددة لتتبع رحلات الأمريكيين الأفارقة في ولاية أيوا.

## محتويات المتحف ومعارضه
تتضمن مجموعة المتحف أكثر من 2000 قطعة أثرية و70 ملف خطيًا من الأرشيف، و200 وتسجيل من التاريخ الشفوي. كما يضم المتحف أيضا مكتبة تحتوي على أكثر من 1000 مجلد حول الموضوعات الأفريقية والأمريكية.
يحتوي المتحف على معرضين الأول دائم تحت اسم إمكانيات لا نهاية لها والتي تم تثبيته في عام 2009، ويعرض التراث الأمريكي الأفريقي من أصول غرب إفريقيا من خلال تصوير العبودية، والحرب الأهلية الأمريكية، والسكك الحديدية تحت الأرض، وحركة الحقوق المدنية، والصراعات والإنجازات اليوم.
المعرض الثاني مؤقت، يعرض مرة واحدة في السنة، وحمل المعرض المؤقت لعام 2017 اسم If Objects Can Talk، والذي شرح للزوار كيف تتحول الأشياء اليومية إلى سجلات تاريخية لا تقدر بثمن. يحتوي المعرض كل صورة ووثيقة على قصة تروي تاريخ إيوا والمساهمات التي قدمها الأمريكيون من أصل أفريقي في الولاية.
شملت المعروضات السابقة:
- الولاء غير المشروط: الخدمة العسكرية للأمريكيين من أصل أفريقي (18 ديسمبر 2010 - 17 ديسمبر 2011)
- قبعات أختنا العديدة (14 مايو 2010 - 1 ديسمبر 2010)
- لا طرق تؤدي إلى بوكستون (17 يناير 2009 - 2 مايو 2010)
- الأرواح والترتر (4 أبريل 2009 - خريف 2009)
- التاريخ المنسي: الأمريكيون الأفارقة في مقاطعة لي، أيوا
- البطلات المجهولة
- إنها أكثر من مجرد لعبة: الرياضة الأمريكية الأفريقية في ولاية ايوا

### معارض السفر

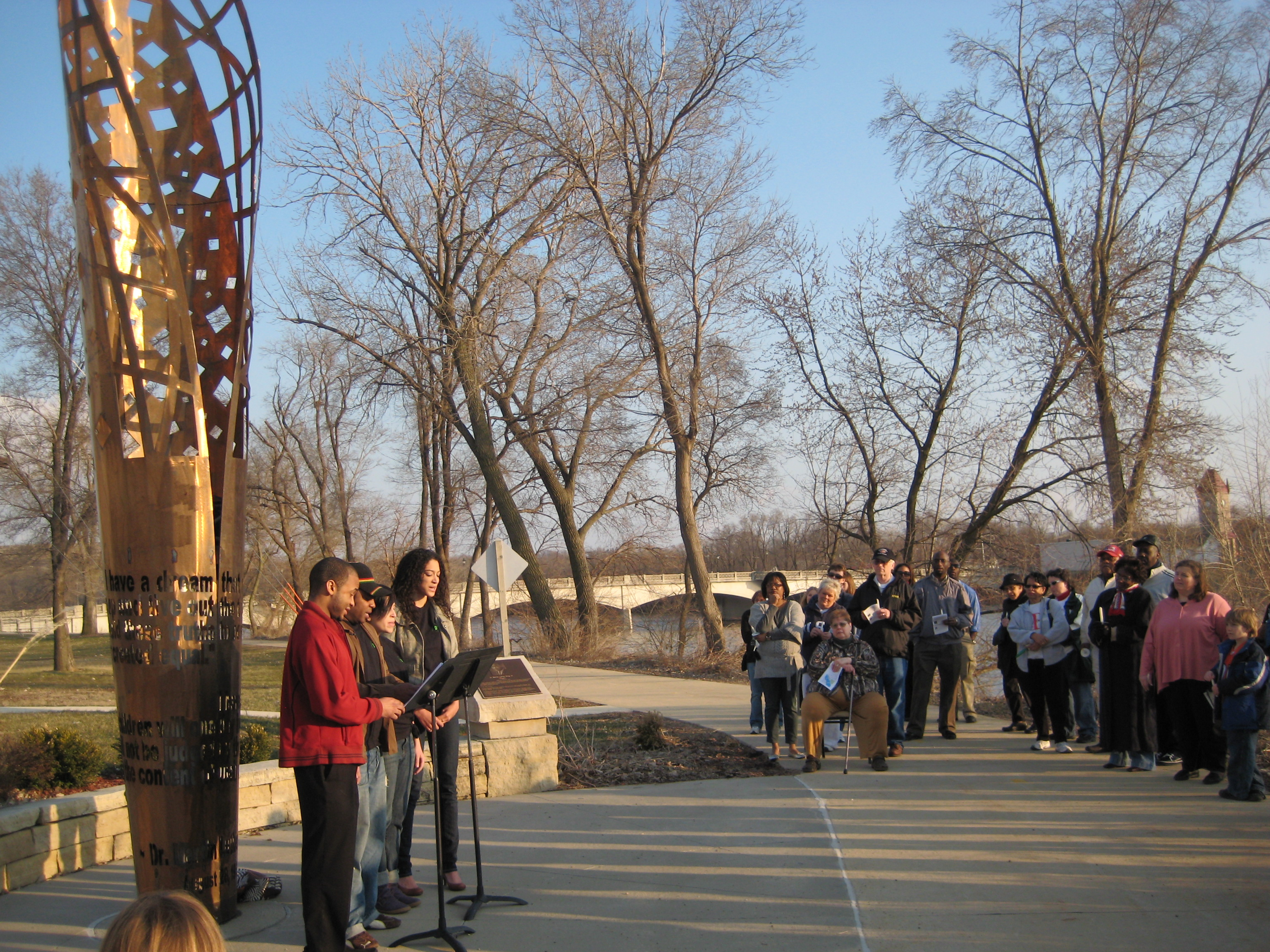
يقدم أفراد المجتمع قطعة فنية عبر "البوق" في احتفال ذكرى مارتن لوثر كينغ جونيور 2008.

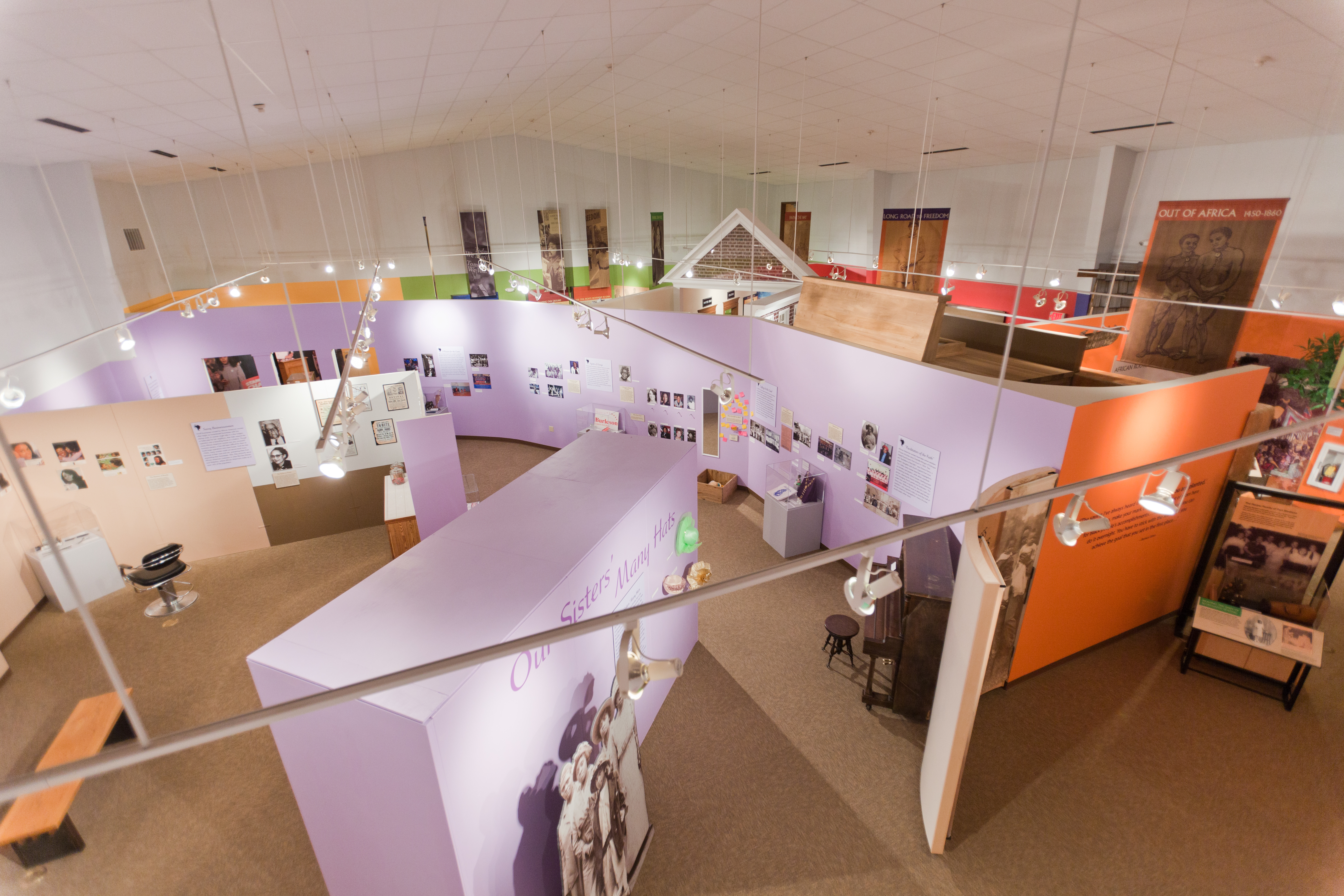
داخل المتحف إلى اليسار: معرض غايل سايرز المتغير. على اليمين: معرض دائم للإمكانيات التي لا نهاية لها.

إضافة إلى معارضه الموجودة في الموقع، قدم المتحف العديد من المعارض المتنقلة المتاحة مجانًا للاستخدام من قبل المدارس أو المكتبات أو الشركات.
تشمل هذه المعروضات:
- ضد جميع الصعاب: حياة جورج واشنطن كارفر
- الولاء غير المشروط: الخدمة العسكرية للأميركيين الأفارقة
- ركوب قطار الحرية: السكك الحديدية تحت الأرض في ولاية آيوا
- الوحيد
- لا توجد طرق تؤدي إلى بوكستون (قيد التقدم)
- أنا لست رجل وأخ؟ رحلة أيوا عبر الحقوق المدنية (في تقدم)
- البطلات المجهولة (قيد التقدم)
- إنها أكثر من مجرد لعبة: الرياضة الأمريكية الأفريقية في ولاية ايوا (قيد التقدم)

## تطوير المتحف
أدرك المتحف الحاجة إلى تحويل تركيزه الأساسي من الحفاظ على التاريخ الأمريكي الأفريقي إلى لعب دور أكثر نشاطًا في تثقيف الناس حول هذا التاريخ داخل منطقة Cedar Rapids وعبر ولاية أيوا.
طور المتحف العديد من البرامج والشراكات التي توفر فرصًا تعليمية. تشمل هذه الأحداث مخيمًا صيفيًا سنويًا يتم استضافته في متحف الأطفال من الصف 3-5، ومجموعة متنوعة من ورش العمل مع الأطفال في سن ما قبل المدرسة في جميع أنحاء المنطقة وعبر ولاية أيوا، وهو حدث تفاعلي يسمح للمشاركين بتجربة ما كان مثل السفر على السكك الحديدية تحت الأرض في ولاية أيوا. إضافة إلى تقدم المتحف مؤتمرًا سنويًا للقيادات النسائية الأمريكيات من أصل أفريقي يوفر فرصًا مهمة للتواصل، بالإضافة إلى الإلهام لأكثر من 400 محاضرة كل عام.

## روابط خارجية
الأمريكيون الأفارقة في سيدار رابيدز، أيوا